# Kristin Ytterstad Pettersen
Kristin Ytterstad Pettersen (28 de janeiro de 1969) é uma engenheira norueguesa, cujas pesquisas envolvem a teoria de controle não-linear e suas aplicações para o controle do movimento de embarcações e snakebots
 É professora de engenharia cibernética na Universidade Norueguesa de Ciência e Tecnologia, fundadora da Eelume AS

## Formação e carreira
Pettersen nasceu em 28 de janeiro de 1969 em Fana, Hordaland, Noruega. Obteve um mestrado em engenharia cibernética pelo Instituto Norueguês de Tecnologia em 1991, com um doutorado na Universidade Norueguesa de Ciência e Tecnologia (NTNU) em 1996. Ingressou no corpo docente da NTNU no mesmo ano. Foi chefe do departamento de engenharia cibernética de 2011 a 2013, e trabalhou como CEO da Eelume de 2015 a 2016

## Livros
Pettersen é co-autora de dois livros da série Springer-Verlag Advances in Industrial Control: Snake Robots: Modeling, Mechatronics, and Control (com Pål Liljebäck, Øyvind Stavdahl e Jan Tommy Gravdahl, 2013) e Vehicle-Manipulator Systems: Modeling for Simulation, Analysis, and Control (com Pål Johan From e Jan Tommy Gravdahl, 2014).

## Reconhecimentos
Pettersen é membro da Royal Norwegian Society of Sciences and Letters
 eleita em 2018, e também foi eleita para a Norwegian Academy of Technological Sciences em 2013
 Foi eleita fellow do IEEE em 2017

É a detentora do Hendrik W. Bode Lecture Prize de 2020